# 理查森 (德克薩斯州)
理查森（Richardson）是美國德克薩斯州的一座城市，位於達拉斯縣以及科林縣兩縣的交界處。理查森與附近的普萊諾、加蘭皆為達拉斯的郊區。另外理查森也是德克薩斯大學達拉斯分校校區所在地。2006年，理查森被Money雜誌評選為美國最適居城市第15名。